# Rue de la Colombette
La rue de la Colombette (en occitan : carrièra de la Colombeta) est une voie de Toulouse, chef-lieu de la région Occitanie, dans le Midi de la France.

## Situation et accès

### Description
La rue de la Colombette est une voie publique. Elle traverse d'ouest en est le quartier Saint-Aubin, dans le secteur 1 - Centre. Elle naît perpendiculairement au boulevard Lazare-Carnot, dans l'axe de la rue Labéda. Rectiligne, longue de 535 mètres et d'une largeur régulière de 8 mètres, elle est orientée à l'est. Elle se termine au carrefour du boulevard Pierre-Paul-Riquet. Elle est prolongée à l'est par l'avenue de la Gloire et l'avenue Jean-Chaubet, qui aboutit à Balma.
La chaussée compte une seule voie de circulation automobile en sens unique, du boulevard Lazare-Carnot vers le boulevard Pierre-Paul-Riquet. Elle est définie sur toute sa longueur comme une zone 30 et la vitesse est limitée à 30 km/h. Il n'existe ni bande, ni piste cyclable, quoiqu'elle soit à double-sens cyclable sur toute sa longueur.

### Voies rencontrées
La rue de la Colombette rencontre les voies suivantes, dans l'ordre des numéros croissants (« g » indique que la rue se situe à gauche, « d » à droite) :
1. Boulevard Lazare-Carnot
2. Impasse de la Colombette (g)
3. Rue de l'Industrie (g)
4. Rue Jean-Palaprat (g)
5. Rue Saint-Aubin (d)
6. Rue de Thionville (g)
7. Rue Pierre-Maury
8. Rue Albanie-Regourd (g)
9. Rond-point des Refuzniks (d)
10. Rue Pierre-Paul-Riquet (g)
11. Rue André-Mercadier (g)
12. Rue Amélie (g)
13. Boulevard Pierre-Paul-Riquet

### Transports
La rue de la Colombette débouche, à l'ouest, sur le boulevard Lazare-Carnot, où se trouvent les arrêts des lignes de Linéo L1L9 et de bus 29, ainsi que la navette Ville. Au nord, le long des allées Jean-Jaurès, se trouvent la station du même nom, au croisement des lignes de métro  , et les arrêts des lignes de Linéo L8, de bus 141523, ainsi que de la navette Aéroport. À l'est, la rue de la Colombette aboutit au boulevard Pierre-Paul-Riquet, parcouru par les lignes de bus 2327.
Il existe plusieurs stations de vélos en libre-service VélôToulouse le long de la rue de la Colombette et des voies les plus proches : les stations no 19 (1 rue des Sept-Troubadours), no 20 (69 boulevard Lazare-Carnot), no 39 (9 place de Damloup) et no 64 (30 rue Gabriel-Péri).

## Odonymie
La rue de la Colombette tient son nom d'une métairie qui se trouvait en haut du coteau de Guilheméry, près de l'actuelle rue Mas-des-Augustins, qui appartenait depuis le XVIe siècle aux religieux du couvent des Augustins. Au sommet de la tour de la métairie fut placée, après des travaux entrepris à la fin du XVIIe siècle, une colombe en plomb qui donna son nom au lieu et au chemin qui y conduisait. En 1794, pendant la Révolution française, on lui donna le nom de rue Belles-Pensées, mais il ne subsista pas.

## Histoire

### Moyen Âge et période moderne
Au Moyen Âge, l'actuelle rue de la Colombette n'est qu'une partie d'un chemin de la campagne toulousaine, le gardiage, qui dépend du capitoulat de Saint-Étienne. Ce chemin, qui part de la porte Villeneuve (emplacements des actuels no 22-35 rue Lafayette), longe le rempart du même nom (actuelle rue Labéda), puis traverse la campagne et les champs jusqu'au coteau de Guilheméry (actuelle avenue de la Gloire), et de là jusqu'à Balma (actuelles avenue Jean-Chaubet à Toulouse, puis avenues des Aérostiers et de Toulouse à Balma). Elle forme l'une des principales voies du faubourg Saint-Aubin, qui s'étend entre la porte Neuve et la porte Villeneuve. Le faubourg est principalement occupé par des paysans et des maraîchers. 
À partir du XVIe siècle, le chemin de la Colombette perd en partie de son importance. La fermeture de la porte Villeneuve en 1562, à la suite des troubles religieux, fait disparaître la première partie du chemin. Un siècle plus tard, c'est l'aménagement de la première partie du canal du Midi par Pierre-Paul Riquet, de Toulouse au seuil de Naurouze, entre 1667 et 1672, qui coupe le chemin en deux. Aux XVIIe et XVIIIe siècles, alors que le faubourg Saint-Étienne (actuel quartier Dupuy) se développe et connaît une activité grandissante entre la porte Saint-Étienne et le port Saint-Sauveur, autour des routes de Balma et de Lavaur (actuelle avenue Camille-Pujol), le faubourg Saint-Aubin reste peu peuplé. Le long du chemin de la Colombette, on ne trouve que quelques maisons habitées par les maraîchers.

### Époque contemporaine
Dans la première moitié du XIXe siècle, le chemin de la Colombette n'a pas changé de visage et reste peu peuplé. C'est dans une petite maison au carrefour d'un chemin (actuelle rue Jean-Palaprat) qu'est installée la première synagogue de la ville, à la demande du consistoire. 
Mais les transformations les plus importantes interviennent dans la deuxième moitié du XIXe siècle. Entre 1856 et 1857, la coupure du canal du Midi est renforcée après la construction, par la Compagnie des chemins de fer du Midi, de la voie de chemin de fer de Toulouse à Narbonne. Le pont de la Colombette est donc aménagé entre 1873 et 1875 afin de résoudre les problèmes de circulation entre la rue de la Colombette et l'avenue de la Gloire. Dans ce contexte, la rue, comme le reste du quartier se développe, faisant disparaître les derniers jardins et champs, ainsi que les maraîchers qui y travaillaient. On trace de nouvelles rues, telles la rue Pierre-Paul-Riquet et la rue Maury en 1860, la petite-rue Riquet (actuelle rue André-Mercadier) vers 1870 et la rue Amélie en 1880. La proximité du canal et du chemin de fer favorise par ailleurs l'industrialisation du quartier, attirant les usines, comme l'imprimerie-papeterie Sirven en 1877, et une nouvelle population d'ouvriers. La plupart des immeubles sont élevés entre 1872 et 1896 (actuels no 1 à 7, 9 à 15, 19 à 23, 27 à 47, 57 à 73, 77 à 85, et 89 à 95 ; no 2, 10 à 28, 34 à 48, 52 à 68, 72 et 74). 
En 1944, peu après la Libération, le bijoutier Christian Déro fonde l'Amicale des commerçants de la Colombette-Saint-Aubin. L'association crée la même année  une foire populaire, qui se tient à la Toussaint. Elle institue en 1947, lors d'une réunion au bar des Deux-Ânes (actuel Café Populaire, no 9), la « commune libre » de la Colombette et choisit symboliquement son propre maire et son propre garde-champêtre. Ses maires ont été Louis Pont de 1947 à 1975, fabricant de pantalons de la rue d'Aubuisson et comique de music-hall, Jean-Louis Amade de 1975 à 2000 et Serge Terrazzoni depuis 2008. Dans le même temps, une politique de lutte contre l'insalubrité mène à la démolition et à la reconstruction de plusieurs immeubles et maisons (actuels no 17 25, 51 à 55, 75 et 87 ; no 6 et 8, 30, 50 et 70). 
Cette rue populaire est par ailleurs le décor du premier roman de Pierre Gamarra, La Maison de feu (1948).

## Patrimoine et lieux d'intérêt

### Immeubles et maisons
- no  4 : immeuble Boutavy  (deuxième quart du XIXe siècle ; 1900)[9].

- no  7 bis : immeuble. 
L'immeuble, de style Art déco, est construit en béton dans les années 1930. La façade est animée par les jeux de couleur de l'enduit et des briques. Au rez-de-chaussée s'ouvre la porte d'entrée en ferronnerie à motifs géométriques. Aux étages, la travée centrale est en encorbellement. Au 1er et au 2e étage, les fenêtres ont des garde-corps à motifs géométriques. Elles sont séparées par des décors de carreaux de mosaïque. Le 3e étage possède un balcon continu soutenu par de larges consoles et est abrité par un large avant-toit[10].

- no  9 : immeuble. 
L'immeuble est construit, comme la plupart des autres immeubles de la rue, dans la deuxième moitié du XIXe siècle[11]. Au rez-de-chaussée se trouvait, en 1930, un bar-restaurant, Aux Caves du Père Jean, remplacé vers 1945 par le bar des Deux-Ânes, siège de la « commune libre » de la Colombette[12]. Depuis 1998, c'est le Café Populaire.

- no  26 : immeuble (deuxième quart du XIXe siècle)[13].
- no  49 : maison (deuxième moitié du XIXe siècle)[14].

### Édifice industriel
- no  76 : usine de papeterie Sirven. 
L'imprimerie-papeterie Sirven est fondée en 1834 par Bernard Sirven. Elle possède plusieurs usines à Toulouse. Le site de la rue de la Colombette bénéficie de la proximité du canal du Midi et de la gare Matabiau. Il est aménagé et agrandi en plusieurs phases, entre la rue de la Colombette, la rue Amélie et la rue Gabriel-Péri, de 1877 à 1930[15]. À la suite du rachat de l'entreprise de cachou fondée par Léon Lajaunie, la production se poursuit au sein de l'usine de la Colombette.